# 日出移民村
日出移民村，為台灣日治時期的一處移民村，以種植菸草為主，位於高雄州武洛溪新生地，約於今屏東縣九如鄉東寧村新庄路惠農國小附近，與附近千歲、常盤同屬南部官營移民村。

## 沿革
日出村屬舊武洛溪下游，昭和10年（1935年）9月由國庫移民補助17戶，自費移民8戶，共25戶111人。此移民村與千歲、常盤移民村最大的不同，在於日出村的移民多原本就住在臺灣島內的日本人，原職以蕃地警察、專賣局職員與會社職員為多，本籍以熊本34人最多，栃木、廣島次之。南部官營移民村以種植菸草為主，水稻、蔬果皆能自給自足，為保持地力，以菸草、甘蔗、甘藷與花生三年輪作經營。其中菸作相關設施以南部移民村最齊全，除了屏東郡菸草耕作組合外，日出村鄰近的九塊庄設有菸草試驗場，昭和13年（1938年）更設有菸草複薰場，在臺灣總督府殖產局與專賣局的保護傘下，南部官營移民村所受到的補助與關照，於其他移民村之上。

## 運輸系統
南部移民村的道路系統相當發達，鐵道方面有台灣製糖株式會社經營的里港線(15.5公里)，連結屏東火車站。